# 清津港站
清津港站（韓語：청진항역）是朝鮮民主主義人民共和國咸镜北道清津市新岩区域的一個鐵路車站，属于清津港线。

## 邻近车站
清津港线
清津青年站 - 清津港站